# تخم (إقطاع أوروبي)

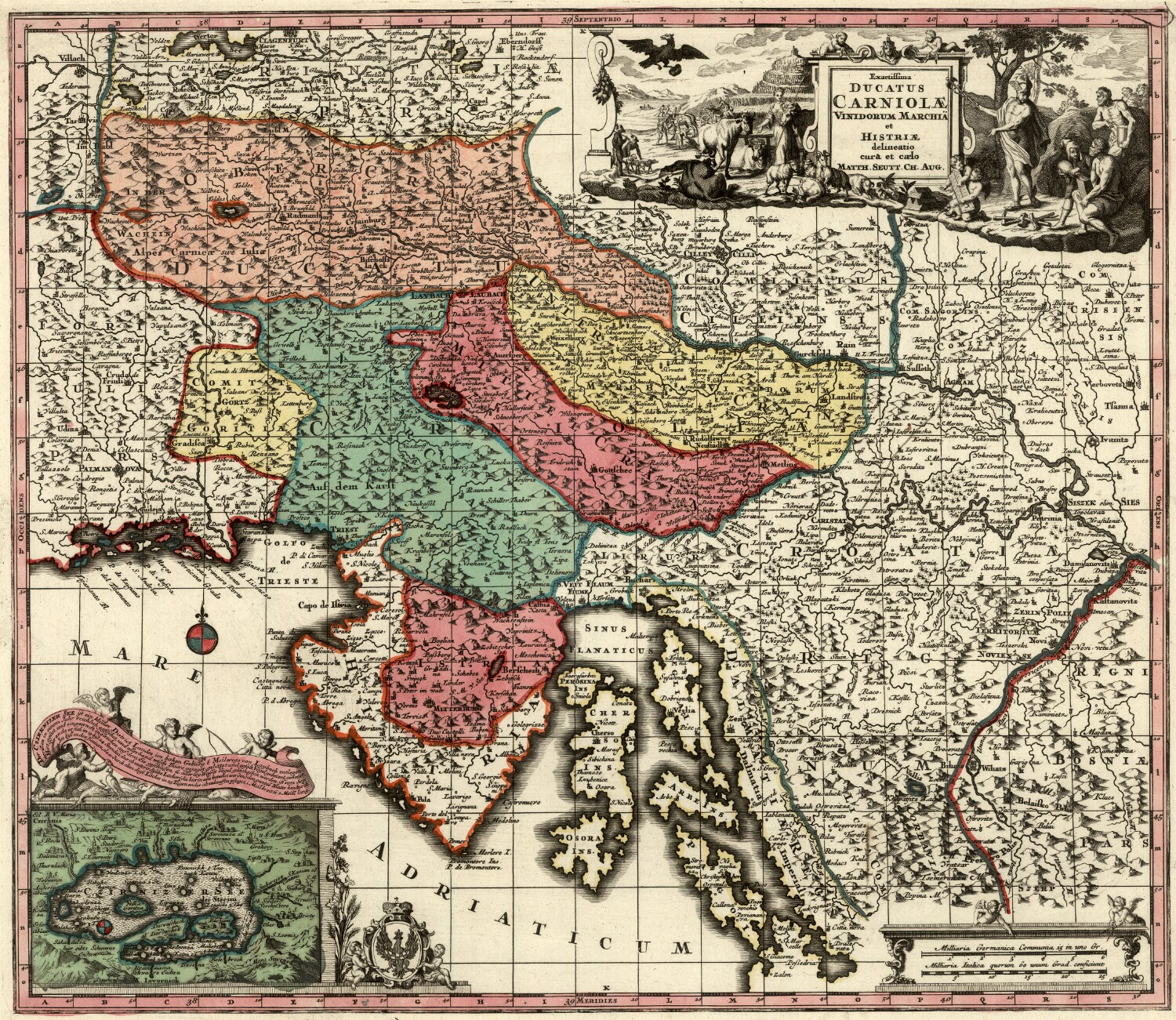

في القرون الوسطى الأوروبية كان التخم أو مارك أي بعبارة عامة هي نوع من الأراضي الحدودية والتخوم وبشكل أكثر تحديدًا كانت حدودًا بين الأراضي و/ أو منطقة محايدة / عازلة تحت سيطرة مشتركة لدولتين، والتي قد تطبق عليها قوانين مختلفة. في كلا الحالتين، كان للتخم الأوروبي غرضًا سياسيًا مثل التحذير من التوغلات العسكرية أو تنظيم التجارة عبر الحدود أو كليهما.
في المعجم السياسي والعسكري العربي في الأندلس، يقابل المارك ما يسمّيه العرب بـالثغر، ومنه الثغر الأعلى والثغر الأدنى.
كلمة «مارس» مشتقة في النهاية من جذر بروتو الهندو الأوروبي * mereg-، بمعنى «الحافة، الحدود». أي بنسبة الحدودية بين مركزين للقوة.